# Crash of Moons
Crash of Moons este un film SF american din 1954 regizat de Hollingsworth Morse. În rolurile principale joacă actorii Richard Crane, Sally Mansfield, Robert Lyden, Scotty Beckett, Patsy Parsons. Filmul este format din trei episoade consecutive din serialul TV Rocky Jones, Space Ranger.

## Prezentare
Rocky Jones încearcă să salveze locuitorii unei planete care este pe un curs de coliziune cu o lună. Împărăteasa planetei, cu toate acestea, este suspectă.

## Actori
- Richard Crane este Rocky Jones (imagini de arhivă)
- Scotty Beckett este Winky (imagini de arhivă)
- Sally Mansfield este Vena Ray (imagini de arhivă)
- Robert Lyden este Bobby (imagini de arhivă)
- Maurice Cass este Professor Newton (imagini de arhivă)
- Charles Meredith este Secretary of Space Drake (imagini de arhivă)
- Patsy Parsons este Cleolanta (imagini de arhivă)
- Harry Lauter este Atlasan (imagini de arhivă)
- Maria Palmer este Potonda (imagini de arhivă)
- John Banner este Bavarro (imagini de arhivă)
- Nan Leslie este Trinka (imagini de arhivă)
- Lane Bradford este Lasvon, Cleolanta's Lieutenant (imagini de arhivă)